# Saison 1 de Nancy Drew
Chronologie
Saison 2
Cet article présente le guide des épisodes de la première saison de la série télévisée américaine Nancy Drew.

## Généralités

### Diffusion
- Aux États-Unis, la saison a été diffusée entre le 9 octobre 2019 et le 15 avril 2020 sur le réseau The CW.
- Au Canada, elle a été diffusée en simultané sur W Network.
- Au Québec, elle a été diffusée entre le 6 août 2020 et le 3 décembre 2020 sur le service Club Illico[1].
- En Belgique, elle a été diffusée entre le 8 octobre 2020 et le 3 décembre 2020 sur Plug RTL[2].
- En France, elle a été diffusée intégralement le 1er juin 2021 sur le service Salto[3]
- Elle reste inédite en Suisse.

### Audiences
- La saison a réuni une moyenne de 685 000 téléspectateurs[4].
- La meilleure audience de la saison a été réalisée par le premier épisode, Bienvenue à Horseshoe Bay, avec 1,17 million de téléspectateurs[4].
- La pire audience de la saison a été réalisée par le dernier épisode, L'Indice dans le tableau du capitaine, avec seulement 489 000 téléspectateurs[4].

### Interruption du tournage
Cette première saison devait, à l'origine, être composée de 22 épisodes. Néanmoins, en mars 2020, le tournage du 19e épisode est interrompu par mesures de sécurités à la suite de la pandémie de Covid-19. Par conséquent, le nombre d'épisode de la saison est réduit et le tournage reprendra directement avec la deuxième saison.

## Distribution

### Acteurs principaux
- Kennedy McMann (VF : Anne Tilloy) : Nancy Drew
- Leah Lewis (VF : Alice Taurand) : Georgia « George » Fan
- Maddison Jaizani (VF : Leslie Lipkins) : Elizabeth « Bess » Marvin
- Tunji Kasim (VF : Brice Ournac) : Ned « Nick » Nickerson
- Alex Saxon (VF : Rémi Caillebot) : Ace
- Alvina August (VF : Laura Zichy) : détective Karen Hunt
- Riley Smith (VF : Damien Ferrette) : Ryan Hudson
- Scott Wolf (VF : Cédric Dumond) : Carson Drew

### Acteurs récurrents
- Adam Beach : le shérif E.O. McGinnis
- Stephanie Van Dyck (VF : Diane Kristanek) : le fantôme de Lucy Sable
- Sinead Curry (VF : Audrey Sourdive) : Tiffany Hudson
- Sara Canning (VF : Barbara Beretta) : Katherine « Kate » Drew
- Katie Findlay (VF : Jessica Monceau) : Lisbeth
- Stevie Lynn Jones (VF : Chloé Renaud) : Laura Tandy
- Miles Gaston Villanueva : Owen Marvin
- Kenneth Mitchell (VF : Guillaume Bourboulon) : Joshua Dodd
- Liza Lapira (VF : Natacha Muller) : Victoria Fan
- Ariah Lee (VF : Estelle Darazi) : Ted Fan
- Judith Maxie (VF : Maïté Monceau) : Diana Marvin
- Anthony Natale : Thom
- Teryl Rothery (VF : Monique Nevers) : Celia Hudson
- Martin Donovan (VF : Guillaume Orsat) : Everett Hudson

## Épisodes

### Épisode 1:Bienvenue à Horseshoe Bay
- États-Unis /  Canada : 9 octobre 2019 sur The CW / W Network
- Québec : 6 août 2020 sur Club Illico
- Belgique : 8 octobre 2020 sur Plug RTL
- France : 1er juin 2021 sur Salto

- États-Unis : 1,17 million de téléspectateurs[4]

### Épisode 2:Le Monde secret de la vieille morgue
- États-Unis /  Canada : 16 octobre 2019 sur The CW / W Network
- Québec : 13 août 2020 sur Club Illico
- Belgique : 8 octobre 2020 sur Plug RTL
- France : 1er juin 2021 sur Salto

- États-Unis : 801 000 téléspectateurs[4]

### Épisode 3:La Malédiction de la tempête noire
- États-Unis /  Canada : 23 octobre 2019 sur The CW / W Network
- Québec : 20 août 2020 sur Club Illico
- Belgique : 15 octobre 2020 sur Plug RTL
- France : 1er juin 2021 sur Salto

- États-Unis : 813 000 téléspectateurs[4]

### Épisode 4:La Bague hantée
- États-Unis /  Canada : 30 octobre 2019 sur The CW / W Network
- Québec : 27 août 2020 sur Club Illico
- Belgique : 15 octobre 2020 sur Plug RTL
- France : 1er juin 2021 sur Salto

- États-Unis : 687 000 téléspectateurs[4]

### Épisode 5:L'Affaire de l'esprit errant
- États-Unis /  Canada : 6 novembre 2019 sur The CW / W Network
- Québec : 3 septembre 2020 sur Club Illico
- Belgique : 22 octobre 2020 sur Plug RTL
- France : 1er juin 2021 sur Salto

- États-Unis : 615 000 téléspectateurs[4]

### Épisode 6:Le Masque de velours
- États-Unis /  Canada : 13 novembre 2019 sur The CW / W Network
- Québec : 10 septembre 2020 sur Club Illico
- Belgique : 22 octobre 2020 sur Plug RTL
- France : 1er juin 2021 sur Salto

- États-Unis : 728 000 téléspectateurs[4]

### Épisode 7:La Légende de la reine des mers déchue
- États-Unis /  Canada : 20 novembre 2019 sur The CW / W Network
- Québec : 17 septembre 2020 sur Club Illico
- Belgique : 29 octobre 2020 sur Plug RTL
- France : 1er juin 2021 sur Salto

- États-Unis : 730 000 téléspectateurs[4]

### Épisode 8:Le Chemin des ombres
- États-Unis /  Canada : 4 décembre 2019 sur The CW / W Network
- Québec : 24 septembre 2020 sur Club Illico
- Belgique : 29 octobre 2020 sur Plug RTL
- France : 1er juin 2021 sur Salto

- États-Unis : 676 000 téléspectateurs[4]

### Épisode 9:La Pièce secrète
- États-Unis /  Canada : 11 décembre 2019 sur The CW / W Network
- Québec : 1er octobre 2020 sur Club Illico
- Belgique : 5 novembre 2020 sur Plug RTL
- France : 1er juin 2021 sur Salto

- États-Unis : 736 000 téléspectateurs[4]

### Épisode 10:L'Empoisonneuse à la perle
- États-Unis /  Canada : 15 janvier 2020 sur The CW / W Network
- Québec : 8 octobre 2020 sur Club Illico
- Belgique : 5 novembre 2020 sur Plug RTL
- France : 1er juin 2021 sur Salto

- États-Unis : 657 000 téléspectateurs[4]

### Épisode 11:Le Fantôme de Bonny Scot
- États-Unis /  Canada : 22 janvier 2020 sur The CW / W Network
- Québec : 15 octobre 2020 sur Club Illico
- Belgique : 12 novembre 2020 sur Plug RTL
- France : 1er juin 2021 sur Salto

- États-Unis : 541 000 téléspectateurs[4]

### Épisode 12:La Dame de Larkspur Lane
- États-Unis /  Canada : 29 janvier 2020 sur The CW / W Network
- Québec : 22 octobre 2020 sur Club Illico
- Belgique : 12 novembre 2020 sur Plug RTL
- France : 1er juin 2021 sur Salto

- États-Unis : 631 000 téléspectateurs[4]

### Épisode 13:La Chambre de chuchotements
- États-Unis /  Canada : 5 février 2020 sur The CW / W Network
- Québec : 29 octobre 2020 sur Club Illico
- Belgique : 19 novembre 2020 sur Plug RTL
- France : 1er juin 2021 sur Salto

- États-Unis : 615 000 téléspectateurs[4]

### Épisode 14:Le Signe de l'hôte indésirable
- États-Unis /  Canada : 26 février 2020 sur The CW / W Network
- Québec : 5 novembre 2020 sur Club Illico
- Belgique : 19 novembre 2020 sur Plug RTL
- France : 1er juin 2021 sur Salto

- États-Unis : 592 000 téléspectateurs[4]

### Épisode 15:Terreur à Horseshoe Bay
- États-Unis /  Canada : 4 mars 2020 sur The CW / W Network
- Québec : 12 novembre 2020 sur Club Illico
- Belgique : 26 novembre 2020 sur Plug RTL
- France : 1er juin 2021 sur Salto

- États-Unis : 613 000 téléspectateurs[4]

### Épisode 16:La Hantise de Nancy Drew
- États-Unis /  Canada : 11 mars 2020 sur The CW / W Network
- Québec : 19 novembre 2020 sur Club Illico
- Belgique : 26 novembre 2020 sur Plug RTL
- France : 1er juin 2021 sur Salto

- États-Unis : 669 000 téléspectateurs[4]

### Épisode 17:La Fille du médaillon
- États-Unis /  Canada : 8 avril 2020 sur The CW / W Network
- Québec : 26 novembre 2020 sur Club Illico
- Belgique : 3 décembre 2020 sur Plug RTL
- France : 1er juin 2021 sur Salto

- États-Unis : 554 000 téléspectateurs[4]

### Épisode 18:L'Indice dans le tableau du capitaine
- États-Unis /  Canada : 15 avril 2020 sur The CW / W Network
- Québec /  Belgique : 3 décembre 2020 sur Club Illico / Plug RTL
- France : 1er juin 2021 sur Salto

- États-Unis : 489 000 téléspectateurs[4]